# Klaus Krogmann
Klaus Krogmann (* 19. Oktober 1925 in Berlin-Charlottenburg) ist ein deutscher Chemiker und emeritierter Professor für Analytische Chemie am Karlsruher Institut für Technologie (damals noch Institut für Anorganische  Chemie  der TH Karlsruhe genannt).

## Leben
Klaus Krogmann studierte nach dem Krieg Chemie an der Universität Stuttgart, den Diplomabschluss erhielt er dort im Jahre 1954. Die Dissertation erfolgte ebenfalls dort, im Jahre 1956 bei Josef Goubeau mit einer Arbeit über die thermische Zersetzung von Nickelformiat. Er habilitierte sich im Jahre 1964 mit einem Beitrag zur anorganischen Komplexchemie, wieder in Stuttgart, danach war er dort Dozent. Ende 1969 wurde er auf eine neugeschaffene Professur für Analytische Chemie an der TH Karlsruhe berufen. Die Emeritierung erfolgte im Jahre 1993, sein Nachfolger war Hansgeorg Schnöckel. Er ist langjähriges Mitglied in der Gesellschaft Deutscher Chemiker (GDCh).

## Wirken
Seine Forschungsgebiete sind die  Analytische Chemie, die Photoelektronenspektroskopie sowie eindimensionale Metalle. Nach ihm ist das Krogmann'sche-Salz benannt, ein partiell oxidiertes Kaliumtetracyanoplatinat (K2[Pt(CN)4]Cl0,3 ·2,6 H2O),
erhalten durch Oxidation mit Chlor aus dem farblosen Kaliumtetracyanoplatinat(II) (K2[Pt(CN)4]·3 H2O), das er entdeckte und dessen besondere elektrische Leitfähigkeit in nur einer Raumrichtung beschrieb: Es verhält sich wie ein eindimensionales Metall und besitzt entsprechenden metallischen Glanz. Eine Probe dieser Substanz wurde im Studienprogramm Chemie (Folge 25) gezeigt.

## Publikationen (Auswahl)
- Krogmann, K., Binder, W., Hausen, H. D.: Crystal Structure of “Ir(CO)3 Cl” = Ir(CO)2.93 Cl1.07 doi: 10.1002/anie.196808121
- P. Würfel, H. D. Hausen, K. Krogmann und P. Stampfl: Conduction mechanism in square planar complexes of platinum doi:10.1515/9783112496565-023
- K. Krogmann: Planare Komplexe mit Metall-Metall-Bindungen doi:10.1002/ange.19690810103
- K. Krogmann: Photoelektronen-Spektroskopie für die chemische Strukturanalyse doi:10.1002/nadc.19700180405

## Externe Links zu erwähnten Verbindungen
1. ↑  Externe Identifikatoren von bzw. Datenbank-Links zu Kaliumtetracyanoplatinat(II)-Trihydrat:  CAS-Nr.: 14323-36-5, EG-Nr.: 624-032-5, ECHA-InfoCard: 100.152.660, PubChem: 2733361, ChemSpider: 34986495, Wikidata: Q27265178.

| Personendaten    | Personendaten                          |
| ---------------- | -------------------------------------- |
| NAME             | Krogmann, Klaus                        |
| KURZBESCHREIBUNG | deutscher Chemiker und Hochschullehrer |
| GEBURTSDATUM     | 19. Oktober 1925                       |
| GEBURTSORT       | Berlin-Charlottenburg                  |